# بیل جانسون (بازیکن فوتبال، زاده ۱۹۰۰)
بیل جانسون (انگلیسی: Bill Johnson؛ زادهٔ 1900) بازیکن فوتبال است.